# 合金装备Ac!d2
《合金装备Ac!d2》，是科乐美在2005年发行在psp运行的回合制卡牌游戏。该游戏的Java ME版本Glu公司发行。
该游戏时间发生在《潜龙谍影Ac!d》之后。与《潜龙谍影Ac!d》一样,它的剧情独立于合金装备系列的主线。新主角Snake代替了Solid Snake，和他的搭档也变成了Venus，代替原来的Teliko Friedman。
游戏使用一个全新的图形渲染技术引擎，取代了原来黑暗的画面，改进了原来的游戏系统。该游戏带有一个名为Solid Eye的PSP插件,该插件使用折叠纸箱镜头,适合在PSP屏幕上营造出立体的图象。